# D-A-D Tour 2008
D-A-D Tour 2008 var en koncertturné af danske D-A-D fremført i 2008. De spillede hele 3 nye sange fra deres kommende album Monster Philosophy

## Sætliste Grøn Koncert i Valby
1. Siamese Twin
2. Isn't That Wild
3. Beautiful Together
4. Girl Nation
5. Soft Dogs
6. Too Deep For Me
7. Nineteenhundredandyesterday
8. Scare Yourself
9. Grow Or Pay
10. Call of The Wild
11. Riding With Sue
12. Money Always Takes The Place Of Life
13. Jihad
14. Everything Glows
15. Sleeping My Day Away
16. Camping In Scandinavia
17. Bad Craziness

## Tour datoer
| Dato     | By               | Sted            | Land            | Noter |
| -------- | ---------------- | --------------- | --------------- | ----- |
| 9. Maj   | Fredericia       | Super Rally     | Danmark         |       |
| 7. Juni  | Luxembourg       | Den Atelier     | Luxembourg      |       |
| 10. Juli | København - Oslo | DFDS Rockcruise | Danmark - Norge |       |
| 11. Juli | Oslo             | Rockefeller     | Norge           |       |
| 17. Juli | Esbjerg          | Grøn Koncert    | Danmark         |       |
| 18. Juli | Herning          | Grøn Koncert    | Danmark         |       |
| 19. Juli | Aarhus           | Grøn Koncert    | Danmark         |       |
| 20. Juli | Aalborg          | Grøn Koncert    | Danmark         |       |
| 24. Juli | Kolding          | Grøn Koncert    | Danmark         |       |
| 25. Juli | Odense           | Grøn Koncert    | Danmark         |       |
| 26. Juli | Næstved          | Grøn Koncert    | Danmark         |       |
| 27. Juli | København        | Grøn Koncert    | Danmark         |       |